# Verneda (métro de Barcelone)
Verneda est une station de la ligne 2 du métro de Barcelone.

## Situation sur le réseau
La station est située sous la rue d'Alarcón (Carrer Alarcón), sur le territoire de la commune de Sant Adrià de Besòs, dont elle constitue l'unique station du métro de Barcelone.

## Histoire
La station est ouverte au public en 1985, lors du prolongement de la ligne 4 depuis La Pau. Elle est intégrée en 2002 à ligne 2.